# Romanist
Een romanist(e) is een (universitair geschoold) specialist op het gebied van de geschiedenis van de Romaanse talen: Frans, Spaans, Italiaans, Roemeens, Portugees, Reto-Romaans, dus alle talen (en hun dialecten) die voortgekomen zijn uit het Vulgair Latijn. Veel romanisten houden zich echter niet alleen met (een van) bovenstaande talen bezig, maar ook met de in die talen geschreven literatuur.

## Beroemde romanisten
- Friedrich Christian Diez
- Gaston Paris
- Wilhelm Meyer-Lübke
- Theodor Gartner
- Karl Vossler
- Erich Auerbach
- Leo Spitzer
- Sextil Puşcariu
- Walther von Wartburg
- Veikko Väänänen
- Alf Lombard
- Victor Klemperer
- B.E. Vidos
- Maurice Delbouille
- Hans Robert Jauss
- Bart Van Loo